# Bonviso Bonvisi
Bonviso Bonvisi (* 7. Juli 1551 in Lucca; † 1. September 1603 in Bari) war ein italienischer Erzbischof und Kardinal.

## Biografie

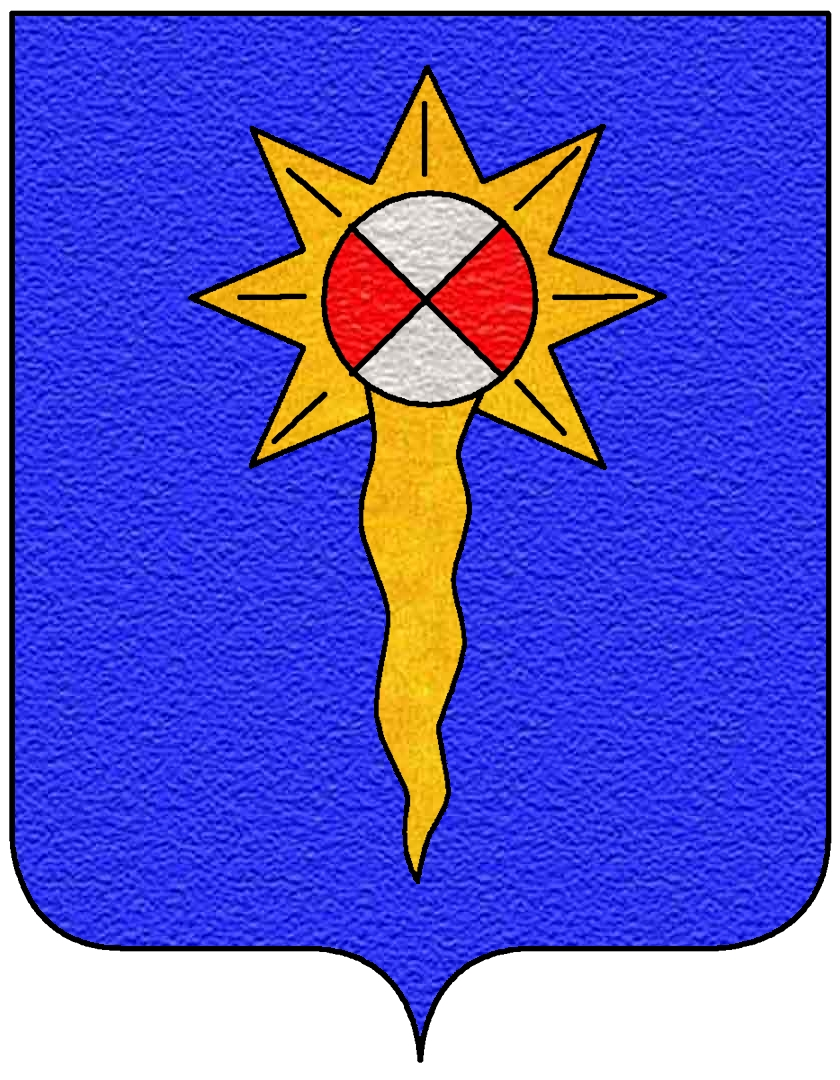
Wappen des Hauses Bonvisi

Bonvisi wurde in Lucca als Sohn von Benedeto Bonvisi, Mitglied einer alten adeligen Lucceser Familie, geboren. Er studierte an der juristischen Fakultät in Lucca und ging danach nach Rom, wo er Chierico di Camera wurde.
Bonviso Bonvisi wurde unter anderem Referent an der Apostolischen Signatur und Gouverneur von Civitavecchia, 11. Januar 1588, erneut am 9. Januar 1591 und am 9. Juli 1595. Um 1591 wurde er Auditor an der Apostolischen Kammer. Am 2. Oktober 1596 wurde er Gouverneur von Viterbo, später Stellvertretender Legat in der Provinz des Patrimoniums und Generalkommissar der Päpstlichen Armee in Ungarn.
Am 3. März 1599 wurde er von Clemens VIII. im Konsistorium zum Kardinal erhoben und darauf zum Kardinaldiakon ernannt. Seine Diakonenweihe und Ernennung zum Kardinaldiakon von Santi Vito, Modesto e Crescenzia erfolgte am 17. März 1599. Seine Ernennung zum Kardinalpriester der Titelkirche San Biagio dell’Anello erfolgte am 5. Juli 1599.
Bonvisi wurde am 18. März 1602 zum Erzbischof von Bari gewählt. Die Bischofsweihe spendete ihm am 21. April 1602 in der Sixtinischen Kapelle in Rom Papst Clemens VIII. persönlich unter Assistenz der Kardinäle Camillo Borghese und Alfonso Visconti. Kardinal Robert Bellarmin, S.J., Erzbischof von Capua, wurde zusammen mit ihm im selben Gottesdienst  zum Bischof geweiht.
Kardinal Bonviso Bonvisi starb am 1. September 1603 in Bari im Alter von 52 Jahren. Sein Leichnam wurde nach Lucca überführt und im Grab seiner Vorfahren in der Basilika von San Frediano begraben.